# Luise Elisabeth von Kurland

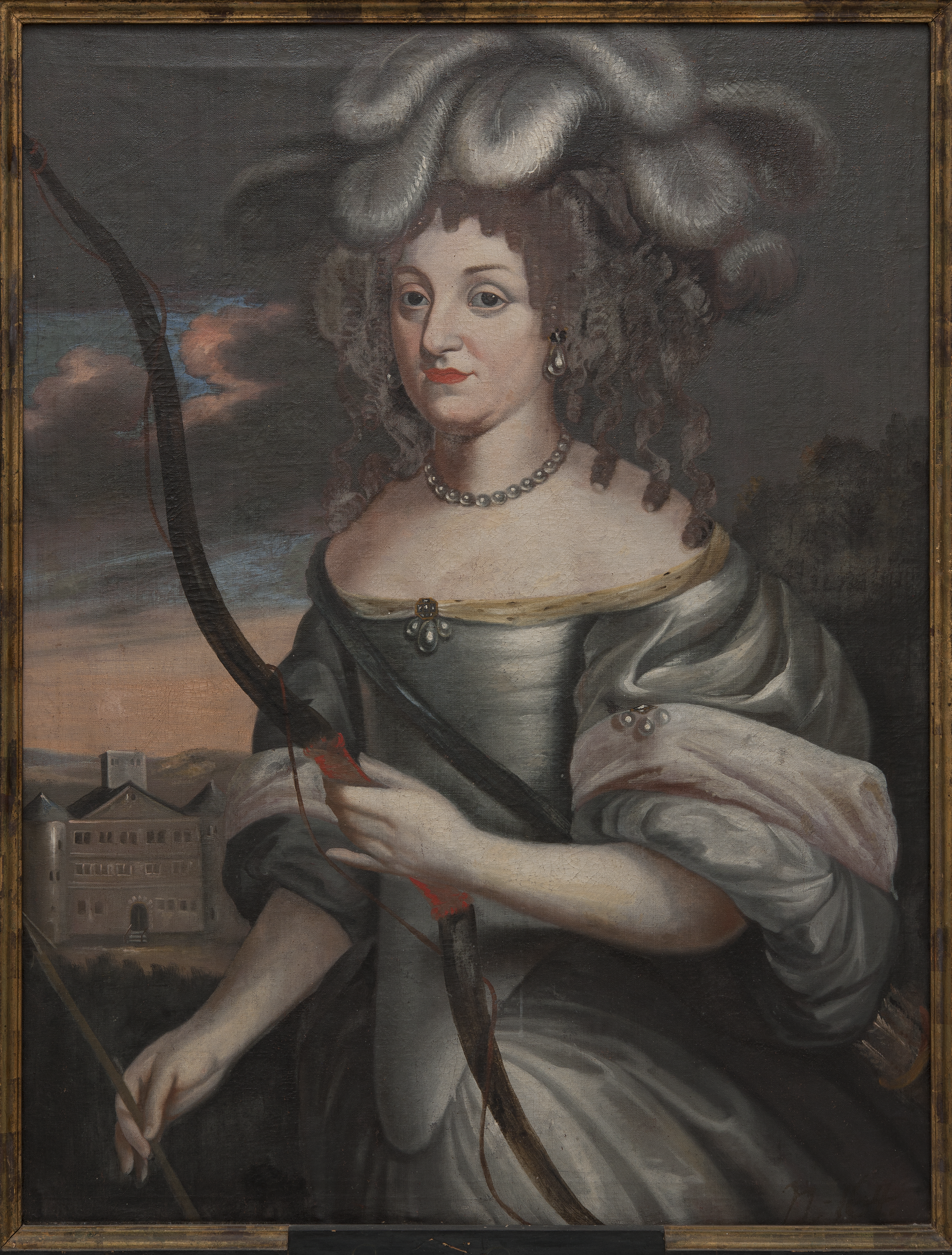
Luise Elisabeth, Prinzessin von Kurland und Landgräfin von Hessen-Homburg (Staatliche Porträtsammlung von Schweden, Schloss Gripsholm).

Luise Elisabeth von Kurland (* 12. August 1646 in Mitau; † 16. Dezember 1690 in Weferlingen) war eine Prinzessin von Kurland aus der Familie Ketteler und durch Heirat Landgräfin von Hessen-Homburg.

## Leben
Luise Elisabeth war eine Tochter des Herzogs Jakob von Kurland (1610–1662) aus dessen Ehe mit Luise Charlotte (1617–1676), älteste Tochter des Kurfürsten Georg Wilhelm von Brandenburg.
Am 23. Oktober 1670 heiratete sie in Cölln den nachmaligen Landgraf Friedrich II. von Hessen-Homburg, den berühmten Prinzen von Homburg, der sie zärtlich „meine Engelsdicke“ nannte. Aus Gründen der Eheschließung war Friedrich zum reformierten Glauben übergetreten. Der Glaubensübertritt brachte ihn in nähere Beziehungen zu den ebenfalls reformierten fürstlichen Häusern in Brandenburg und Hessen-Kassel, wo Luise Elisabeths Schwester Amalia seit 1673 Landgräfin war. Luise Elisabeth war eine Nichte des Kurfürsten Friedrich Wilhelm von Brandenburg, wodurch Friedrich in preußische Dienste trat und bald Kommandant sämtlicher Truppen des Kurstaates wurde.
Die reformierte Luise Elisabeth spielte eine wesentliche Rolle bei der Ansiedlung vertriebener Hugenotten und Waldenser in Friedrichsdorf und Dornholzhausen sowie bei der Formung der reformierten Gemeinden in Weferlingen und Homburg.
Heute trägt die Bad Homburger Louisenstraße ihren Namen.

## Nachkommen
- Charlotte (1672–1738) ⚭ 1694 Herzog Johann Ernst III. von Sachsen-Weimar (1664–1707)
- Friedrich III. Jacob (1673–1746), Landgraf von Hessen-Homburg

⚭ 1700 Prinzessin Elisabeth Dorothea von Hessen-Darmstadt (1676–1721)
⚭ 1728 Prinzessin Christiane Charlotte von Nassau-Ottweiler (1685–1761)
- Karl Christian (1674–1695), gefallen im Pfälzischen Erbfolgekrieg bei Namur
- Hedwig Luise (1675–1760) ⚭ 1718 Graf Adam Friedrich von Schlieben (1677–1752)
- Philipp (1676–1703), gefallen in der Schlacht am Speyerbach
- Wilhelmine Maria (1678–1770) ⚭ 1711 Graf Anton II. von Aldenburg (1681–1738)
- Eleonore Margarete (1679–1763), Dekanissin im Stift Herford
- Elisabeth Franziska (1681–1707) ⚭ 1702 Fürst Friedrich Wilhelm Adolf von Nassau-Siegen (1680–1722)
- Johanna Ernestine (1682–1698)
- Ferdinand (*/† 1683)
- Karl Ferdinand (1684–1688)
- Casimir Wilhelm (1690–1726) ⚭  1722 Gräfin Christine Charlotte zu Solms-Braunfels (1690–1751)